# Велико житно острво
Велико житно острво (слч. Veľký Žitný ostrov, њем. Große Schüttinsel, мађ. Csallóköz), познато и као Житно острво (слч. Žitný ostrov) или Велико дунавско острво, ријечна је ада на југозападу Словачке, а протеже се од Братиславе до Коморана. Острво лежи између Дунава и његових притока Мали Дунав и Вах. Острво је велики дио Дунавске равнице. Највећа је ада у Европи, са површином 1.886 квадратних километара, дужином од 84 километра и ширином која варира између 15 и 30 километара.
Најважнији градови на острву су Коморан (мађ. Révkomárom), Дунајска Стреда (мађ. Dunaszerdahely) и Шаморин (мађ. Somorja). На острву се такође налазе и општине Вракуња и Подунајске Бискупице, које припадају Братислави. Рафинерија нафте Словнафт је такође смјештена на Великом житном острву. Острво је највећи резервоар питке воде у Словачкој и један од највећих европских резервоара. Због топле климе, плодног тла и резервоара воде, Велико житно острво је важан пољопривредни регион, са најбољим условима за узгој житарица. Најплоднија је регија у Словачкој, због чега је на већини острва шума посјечена.
Јужни дијелови Великог житног острва, поред Дунава, под заштитом су Министарства заштите животне средине Словачке.

## Галерија
- Мали Дунав, који са ријекама Дунав и Вах формира Велико житно острво
- Рафинерија Словнафт у Братислави
- Дунајска Стреда, град смјештен на Великом житном острву
- Комрано, град смјештен на Великом житном острву